# Rajčinoviće
Rajčinoviće (en serbe cyrillique Рајчиновиће) est un village de Serbie situé sur le territoire de la Ville de Novi Pazar, district de Raška. Au recensement de 2011, il comptait 630 habitants.

## Démographie
| 1948 | 1953 | 1961 | 1971 | 1981 | 1991 | 2002 | 2011 |
| ---- | ---- | ---- | ---- | ---- | ---- | ---- | ---- |
| 416  | 444  | 485  | 491  | 510  | 598  | 537  | 630  |

|  |